# Naturally

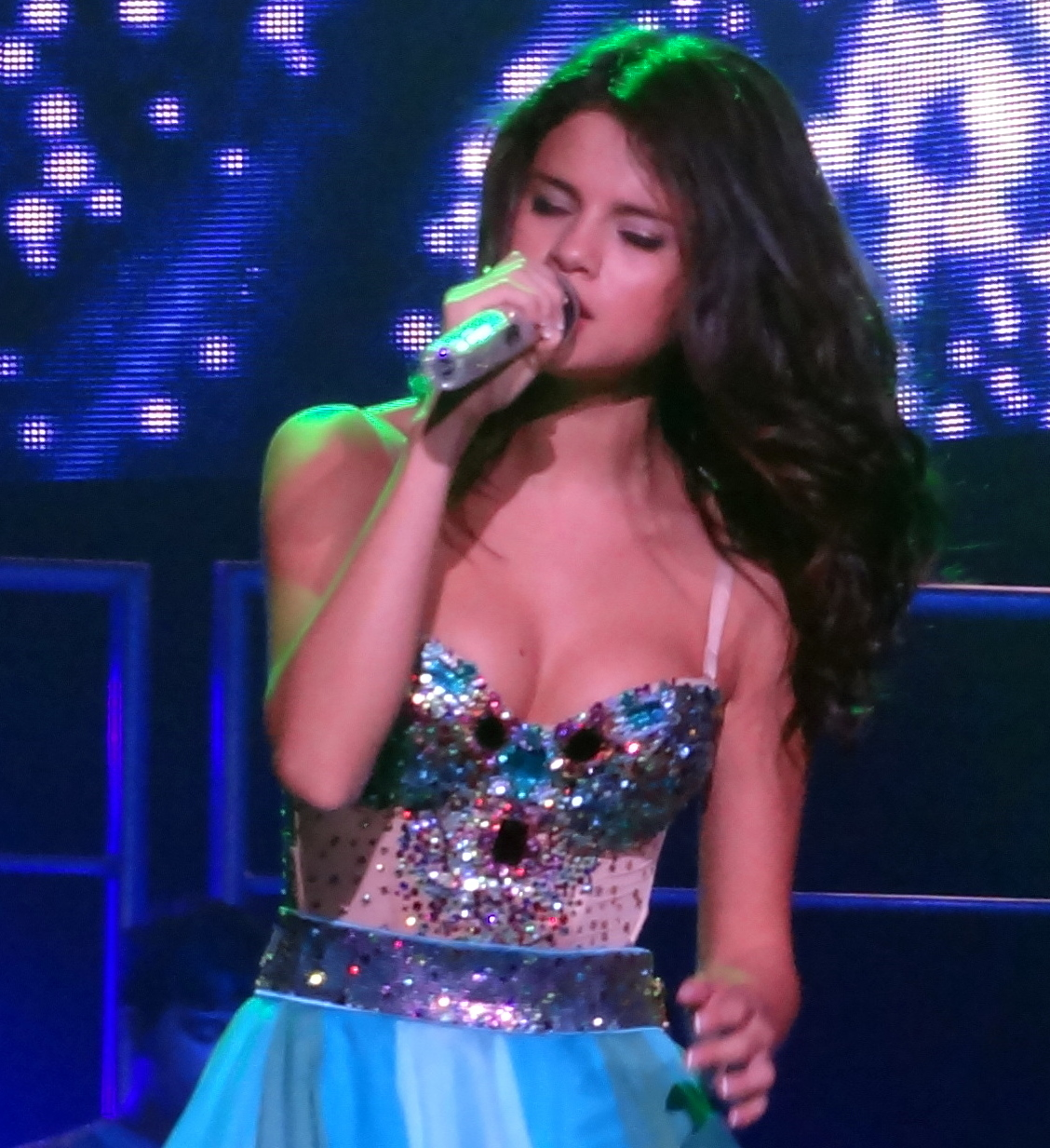
Naturally live auf der We Own the Night Tour (Oktober 2011)

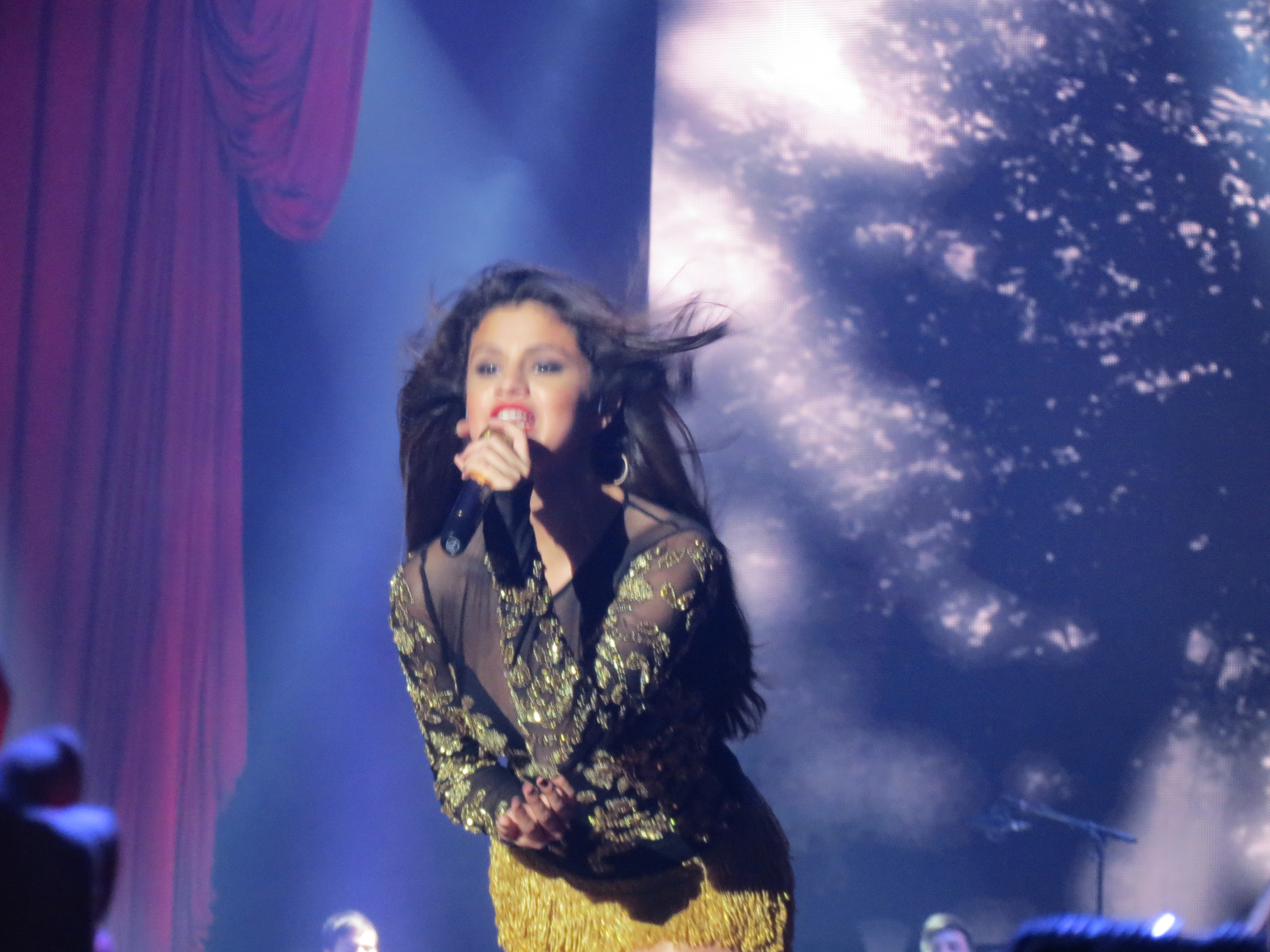
Naturally live auf der Stars Dance Tour in San Diego (November 2013)

Naturally ist ein Lied der amerikanischen Band Selena Gomez & the Scene aus deren Debütalbum Kiss & Tell. Das Lied wurde in den Vereinigten Staaten als zweite Single veröffentlicht und in Europa als erste Single. Produziert wurde das Lied von Antonina Armato und Tim James, welcher das Lied mit Antonia und Devrim Karaoglu schrieb. Musikalisch ist Naturally ein Uptempo-Elektropop Titel. Inhaltlich behandelt das Lied eine glückliche Beziehung, die Protagonistin singt über ihr Glück in der Beziehung.
Naturally wurde von Kritikern gelobt und feierte auch in den Hitparaden Erfolge, unter anderem ein Top-10-Hit im Vereinigten Königreich. In den Vereinigten Staaten und Kanada wurde Naturally mit einer Platin-Schallplatte ausgezeichnet. Gomez & the Scene sangen das Lied bei zahlreichen Auftritten, wie bei Dick Clark’s New Year’s Rockin’ Eve with Ryan Seacrest. Das Lied platzierte About.com auf Platz 84 der „Top 100 Pop Songs of 2010“.

## Komposition
Naturally ist ein Elektropop Lied mit Hi-NRG und Disco Einflüssen. Selena Gomez beschrieb das Lied als „light,“ „energetic,“ und „poppy.“ Laut Chris Ryan von MTV News ist das Lied von Kylie Minogue inspiriert. Laut CBBC behandelt das Lied inhaltlich eine Beziehung, in welcher sich die Protagonistin über ihr Liebesglück freut und darüber singt. Der Liedtext erklärt, dass alles in der Beziehung also Naturally wird. In einem Interview mit MTV erklärte Selena Gomez, dass sie das Lied zuerst nicht auf dem Album haben wollte.

## Musikvideo
Das Musikvideo zum Lied wurde am 14. November 2009 gedreht und hatte seine Premiere im Disney Channel am 11. Dezember 2009. Leadsängerin Gomez sagte: „Das Video ist nicht mit unseren bisherigen vergleichbar.“ und fügte hinzu „Es hat mehr Outfits und Farben.“ Das Musikvideo zeigt Gomez in verschiedenen Outfits. Sie erscheint vor roten und schwarzen Hintergründen und singt das Lied mit ihrer Band. Die Regie zum Musikvideo führte Chris Dooley. Chris Ryan von MTV News nannte Gomez eine „dancing queen“ und sagte: „Sie ist während des ganzen Musikvideos cool und sicher.“

## Rezensionen
Bill Lamb von About.com bezeichnete es als einen der besten Lieder des Albums Kiss & Tell. Mikael Wood vom Billboard Magazin lobte das Lied auch: „Es hat einen saftigen und erinnerbaren Hook.“ Nick Levine von Digital Spy sagte, es sei die beste Disney-Single mit Club-Appeal seit Miley Cyrus See You Again. Das Lied platzierte About.com auf Platz 84 der „Top 100 Pop Songs of 2010“.

## Kommerzieller Erfolg

### Chartplatzierungen
Nachdem das Lied in den US-amerikanischen Downloadcharts auf Platz 65 debütierte, stiegen die Verkaufszahlen weiter an. Dank der Verkaufszahlen gelang dem Lied der höchste Einstieg in den US-amerikanischen Billboard Hot 100 in der Woche zum 9. Januar 2009 mit Platz 39, später stieg das Lied in den USA auf Platz 29. In den Vereinigten Staaten und Kanada wurde Naturally mit einer Platin-Schallplatte ausgezeichnet. Bis April 2012 verkaufte sich die Single in den USA über 1.854.000 mal.
In den britischen Charts stieg Naturally auf Platz 7 ein. Dies ist im Vereinigten Königreich für einen Disney-Channel-Star der erste Top-10-Hit, seit Hilary Duff im Jahr 2005 mit ihrer Single Wake Up, welche auch Platz 7 erreichte.
| ChartsChartplatzierungen       | Höchstplatzierung | Wochen |
| ------------------------------ | ----------------- | ------ |
| Deutschland (GfK)              | 14 (13 Wo.)       | 13     |
| Österreich (Ö3)                | 37 (8 Wo.)        | 8      |
| Schweiz (IFPI)                 | 54 (4 Wo.)        | 4      |
| Vereinigte Staaten (Billboard) | 29 (21 Wo.)       | 21     |
| Vereinigtes Königreich (OCC)   | 7 (8 Wo.)         | 8      |

| ChartsJahrescharts (2010)      | Platzierung |
| ------------------------------ | ----------- |
| Vereinigte Staaten (Billboard) | 77          |

### Auszeichnungen für Musikverkäufe
| Land/Region                  | Auszeichnungen für Musikverkäufe (Land/Region, Auszeichnung, Verkäufe) | Verkäufe  |
| ---------------------------- | ---------------------------------------------------------------------- | --------- |
| Brasilien (PMB)              | Gold                                                                   | 30.000    |
| Kanada (MC)                  | Platin                                                                 | 40.000    |
| Vereinigte Staaten (RIAA)    | 4× Platin                                                              | 4.000.000 |
| Vereinigtes Königreich (BPI) | Silber                                                                 | 200.000   |
| Insgesamt                    | 1× Silber · 1× Gold · 5× Platin ·                                      | 4.270.000 |

Hauptartikel: Selena Gomez/Auszeichnungen für Musikverkäufe